# هوانگ یو چوان
هوانگ یو چوان (انگلیسی: Huang Yu-chuan؛ زادهٔ ۱۷ فوریهٔ ۱۹۷۱) بازیکن فوتبال اهل چین است.
وی همچنین در تیم ملی فوتبال زنان تایوان بازی کرده‌است.